# Ascoglottis
× Ascoglottis, (abreviado Asgts) en el comercio, es un híbrido intergenérico entre los géneros de orquídeas Ascocentrum × Trichoglottis. Fue publicado en Orchid Rev. 91(1074) cppo: 8 (1983).